# Amitié judéo-chrétienne de France
L'Amitié judéo-chrétienne de France (AJCF) est une fédération nationale d'associations locales d'amitié judéo-chrétienne. Elle a « pour tâche essentielle de faire en sorte qu'entre judaïsme et christianisme, la connaissance, la compréhension, le respect et l'amitié se substituent aux malentendus séculaires et aux traditions d'hostilité. Elle œuvre non seulement pour que soit éradiqué l'antijudaïsme ancestral, mais aussi pour que juifs et chrétiens aident, par une présence civique et spirituelle, la société moderne à s'orienter » (article 2).
L'association organise depuis plus de 70 ans des conférences, des voyages, et des rencontres entre ses membres. afin de créer des amitiés durables dans le respect des différences confessionnelles. La direction fédérale se charge des actions de portée nationale. Elle tisse des relations avec les autorités civiles et religieuses et porte un plaidoyer face au racisme et à l'antisémitisme.
L'AJCF publie une revue bimestrielle, Sens, dirigée par Yves Chevalier. Elle décerne un prix annuel pour honorer une personne particulièrement impliquée dans le dialogue entre les juifs et les chrétiens.

## Histoire

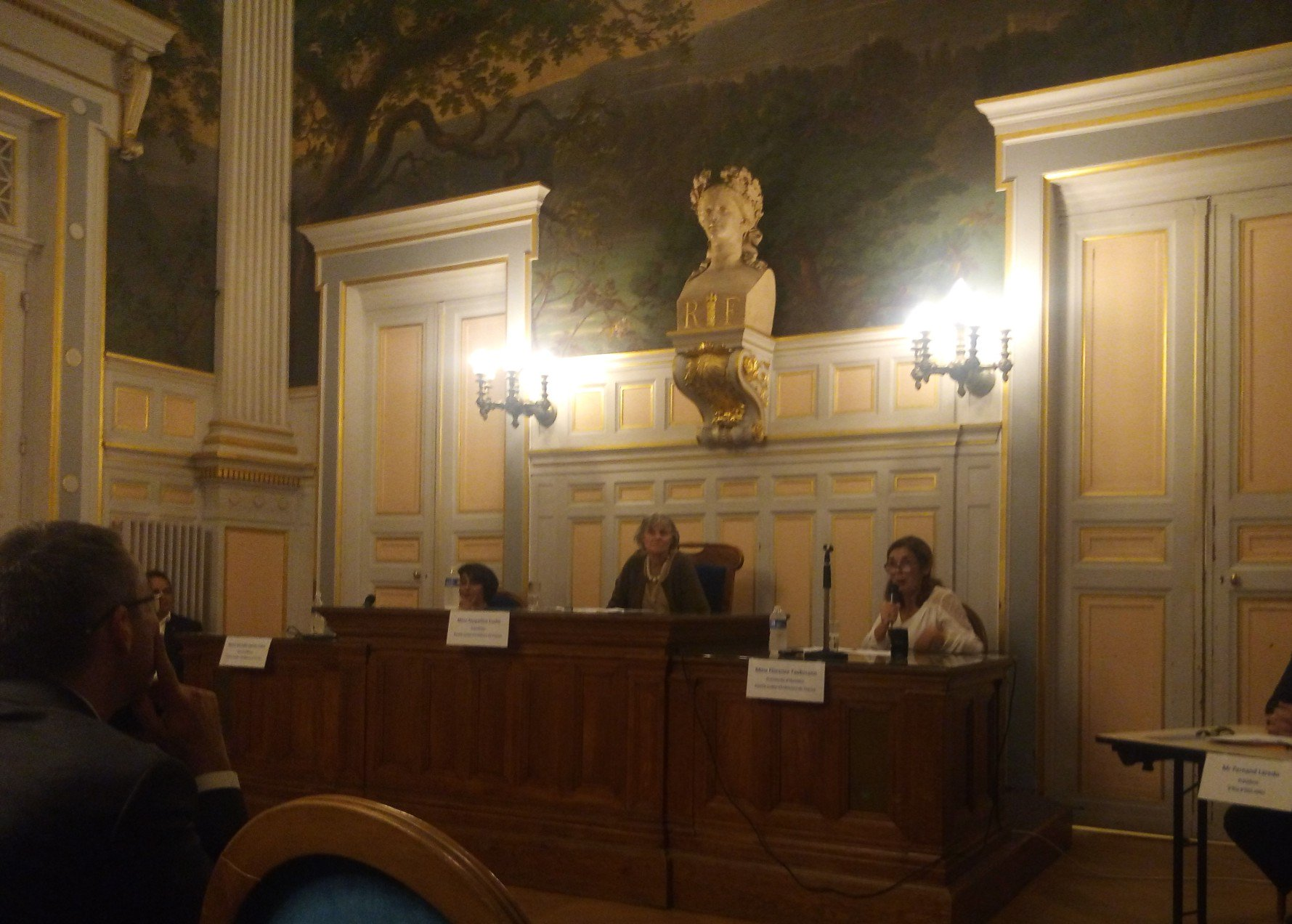
Conférence de l'AJCF le 10 octobre 2018 à Paris : « Juifs et chrétiens : une fraternité ». De gauche à droite : Mireille Hadas-Lebel, vice- présidente ; Jacqueline Cuche, présidente ; Florence Taubmann, présidente d'honneur.

Du 30 juillet au 5 août 1947 est réunie à Seelisberg, en Suisse, une « Conférence internationale extraordinaire pour combattre l’antisémitisme » par le Conseil international des chrétiens et des juifs (International Council of Christians and Jews). Au lendemain de la Seconde Guerre mondiale et de la Shoah, elle appelle les différentes Églises chrétiennes à revoir leur façon de présenter le peuple juif dans leur enseignement et leurs conceptions théologiques. Les « Dix points de Seelisberg » déplorent les sources chrétiennes de l'antisémitisme et présentent les réformes nécessaires pour la réconciliation entre juifs et chrétiens,.
Le 26 février 1948 est fondée l'Amitié judéo-chrétienne de France. La première équipe comprend un petit groupe de protestants, de catholiques, d'orthodoxes et de juifs : Henri Marrou, le pasteur Jacques Martin, Samy Lattès, Fadiey Lovsky, Henri Bédarida, Maurice Vanikoff, Léon Algazi, le Père Daniélou, Edmond Fleg, le Père Florowsky, Jules Isaac, le grand-rabbin Jacob Kaplan, Jacques Madaule, Maurice Vaussard, Léon Zander. L'AJCF est affiliée à L'Amitié judéo-chrétienne internationale (ICCJ). La section parisienne publie un bulletin trimestriel imprimé, de format 21 × 27 cm, dont le rédacteur en chef est Jacques Martyin. Jules Isaac publie cette même année Jésus et Israël, chez Albin Michel. Il y propose un nouveau regard sur la judéité de Jésus. 
En 1955 est relancé le bulletin. Trois numéros ronéotypés sont produits jusqu'en 1956. En 1957 sont imprimés 3 nouveaux numéros. En 1960, Jules Isaac rencontre le pape Jean XXIII, qui s'engage à ce que le concile Vatican II, qui commence le 11 octobre 1962, aborde les relations entre catholiques et juifs. Le 15 octobre 1965 est ainsi adopté la déclaration Nostra Ætate. La déclaration affirme que l’Église catholique ne rejette rien de ce qui est « vrai et saint » dans les religions non chrétiennes et qu’elle respecte sincèrement les règles et les doctrines de ces religions qui « reflètent souvent un rayon de la vérité qui illumine tous les hommes » (§ 2). Le Concile récuse toute responsabilité du peuple juif dans la mort du Christ (mythe du peuple déicide) et condamne les persécutions antisémites. Elle recommande de faire disparaître tout antijudaïsme de la catéchèse et de la prédication (§ 4). 
De janvier 1963 à décembre 1974 est régulièrement publié un nouveau bulletin imprimé, de format 12,5 × 21 cm. En 1975 le trimestriel est transformé en revue mensuelle (10 numéros par an), de format 15 × 21 cm, qui prend le nom de Sens. De 1975 à 1982, son rédacteur en chef est Paul Nothomb, puis lui succède Yves Chevalier. Elle passe de 24 ou 48 pages à plus de 800 pages par an en 2010. À partir de 2015, le rythme de parution passe à 6 numéros par an et le nombre de pages à 600 pages environ. La revue est consacrée aux manifestations organisées par l'AJCF et ses associations partenaires, et publie notamment les textes des conférences prononcées dans l'année. Elle propose des articles de fond sur des questions historiques, théologiques, exégétiques concernant le dialogue entre juifs et chrétiens. Une part est constituée de recensions de livres,,.
De 2008 à 2014, la pasteure réformée Florence Taubmann en assure la présidence. Elle cède ensuite sa place à Jacqueline Cuche. En novembre 2020, le professeur Jean-Dominique Durand devient le 9e président de l'AJCF.

## Statuts
Les statuts sont modifiés lors de l'assemblée générale de Paris, le 27 mai 2007.
Extrait des principes :
- Article 2
  - § 1 - Cette fédération a pour tâche essentielle de faire en sorte qu'entre judaïsme et christianisme, la connaissance, la compréhension, le respect et l'amitié se substituent aux malentendus séculaires et aux traditions d'hostilité. Elle œuvre non seulement pour que soit éradiqué l'antijudaïsme ancestral, mais aussi pour que juifs et chrétiens aident, par une présence civique et spirituelle, la société moderne à s'orienter.
  - § 2 - Elle veut, en particulier, par un dialogue fraternel et par une coopération active et amicale, travailler à réparer les iniquités dont les juifs et le judaïsme sont victimes depuis des siècles et à en éviter le retour. Elle combat l'antisémitisme, le racisme et toute haine des autres cultures et religions.
  - § 3 - Elle exclut de son activité toute tendance au syncrétisme et toute espèce de prosélytisme. Elle ne vise aucunement à une fusion des religions et des Églises. Elle ne réclame de personne aucune abdication ou renoncement à ses croyances ; elle n'exige ni n'exclut aucune appartenance religieuse ou idéologique. Mais elle attend de chacun, dans la conscience de ce qui distingue et de ce qui unit Juifs et chrétiens, et dans un total respect réciproque, une entière bonne volonté, une totale loyauté d'esprit dans la recherche, l'étude des textes et traditions respectifs, en même temps qu'un rigoureux effort de vérité.

## Prix
Depuis 1988, chaque année, le prix de l'AJCF est remis à une personnalité juive ou chrétienne œuvrant pour le dialogue judéo-chrétien. 
- 1988 : Père Marcel Dubois
- 1989 : Sr Bénédicte[Qui ?], de Notre-Dame de Sion (SIDIC), et grand-rabbin Jacob Kaplan
- 1990 : Colette Kessler[11]
- 1991 : André Frossard
- 1993 : Rabbin Josy Eisenberg
- 1994 : Père Bruno Hussar
- 1995 : Robert Galley
- 1996 : Père Jean Dujardin
- 1998 : Grand-rabbin René-Samuel Sirat et Père Bernard Dupuy
- 1999 : Pierre Pierrard
- 2000 : Fadiey Lovsky
- 2001 : Grand Rabbin Alexandre Safran
- 2002 : Père Abbé Jean-Baptiste Gourion
- 2003 : Lucien Lazare
- 2004 : Frère Pierre Lenhardt, nds
- 2005 : Père Michel de Goedt
- 2006 : Claude Vigée
- 2008 : Père Patrick Desbois
- 2009 : Armand Abécassis
- 2010 : Père Michel Remaud
- 2011 : Pasteur Alain Massini
- 2012 : Sœur Dominique de La Maisonneuve, nds, et sœur Louise-Marie Niesz, nds
- 2013 : Rabbin Rivon Krygier
- 2014 : Père Émile Shoufani
- 2015 : Dr Richard Prasquier
- 2016 : Père Jean Massonnet
- 2017 : Pasteur Michel Leplay
- 2018 : Raphy Marciano et Franklin Rausky
- 2019 : Mgr Pierre d'Ornellas
- 2020 : Rabbin Philippe Haddad[12]
- 2021 : Béatrice de Varine
- 2022 : Grand Rabbin Haïm Korsia
- 2023 : Anne-Marie Pelletier